# 스타워즈: 테일즈 오브 더 제다이
《스타워즈: 테일즈 오브 더 제다이》(영어: Star Wars: Tales of the Jedi)는 디즈니+에서 2022년 10월 26일에 방영했던 미국의 애니메이션이다.